# Nitrianska Blatnica
Nitrianska Blatnica este o comună slovacă, aflată în districtul Topoľčany din regiunea Nitra. Localitatea se află la altitudinea de 242 m deasupra n.m., se întinde pe o suprafață de 14,39 km2 și în 2017 număra 1.232 de locuitori.

## Istoric
Localitatea Nitrianska Blatnica este atestată documentar din 1185.

## Demografie
| An:                | 1994 | 2004   | 2014   | 2024   |
| ------------------ | ---- | ------ | ------ | ------ |
| Număr de persoane: | 1148 | 1207   | 1230   | 1235   |
| Diferență:         |      | +5,13% | +1,90% | +0,40% |

| An:                | 2023 | 2024  |
| ------------------ | ---- | ----- |
| Număr de persoane: | 1250 | 1235  |
| Diferență:         |      | −1,2% |